# Bruno Rey

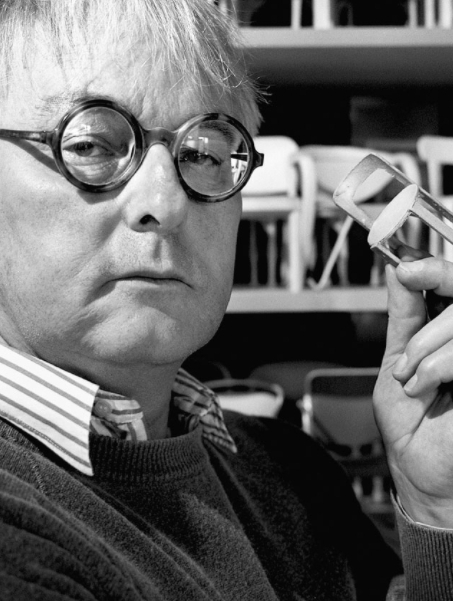
Bruno Rey (2000)

Bruno Rey (* 1935 in Brugg; † 2017 in Gebenstorf) war ein Schweizer Innenarchitekt und Möbeldesigner.

## Leben und Werk
Bruno Rey absolvierte eine Ausbildung als Möbelschreiner und Innenausbauzeichner. Anschliessend besuchte er an der Kunstgewerbeschule Zürich bei Willy Guhl die Innenausbauklasse.
Nach erfolgreichem Abschluss 1960 arbeitete er in verschiedenen Architekturbüros im In- und Ausland. So absolvierte er ein Praktikum beim Innenarchitekten Paul Sumi (1918–2013) in Biel und arbeitete danach vier Jahre für ein Architekturbüro, das das Hotel InterContinental in Genf einrichtete.
1966 war Rey zusammen mit u. a. Willy Guhl, Andreas Christen, Eugen Gomringer und Kurt Thut Mitbegründer des Schweizerischen Verbands Industrial Designers.

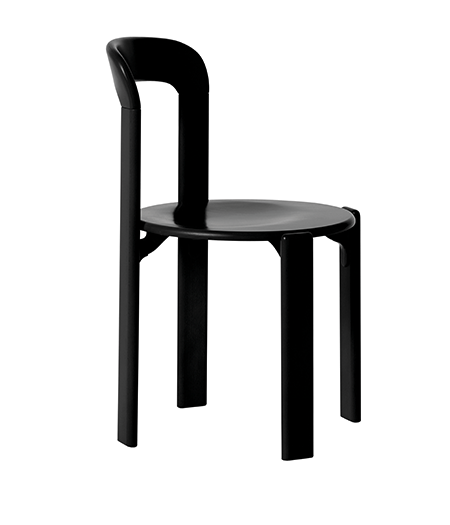
Rey-Stuhl für Dietiker AG – Design 1971

Rey eröffnete 1968 sein eigenes Studio für Architektur und Industriedesign in der Altstadt von Baden. Bis 1971 experimentierte er u. a. mit Kunststoffstühlen aus wenigen Formteilen, die sich sowohl als Einzelobjekte als auch zur Reihung eigneten. Inspiriert durch die Thonet-Bugholzmöbel entstanden erste Entwürfe für einen neuartigen Holzstuhl für die Firma Dietiker, der 1971 in Serie ging und als Rey-Stuhl mit einer Millionenauflage zu einem lang anhaltenden Erfolg avancierte. Das Stuhlmodell 3300 (bekannt als runder Stuhl) verkörpert die Philosophie Reys und ist vor allem in öffentlichen Räumen im In- und Ausland anzutreffen.
Von 1970 bis 1979 entwarf Rey auch Stühle für den deutschen Möbelhersteller Kusch+Co. 1977 begann er mit dem Designer Charles Polin (* 1951) zusammenzuarbeiten. 1987 verlegte Rey sein Atelier von Baden nach Gebenstorf.
Neben weiteren Industriedesign-Produkten widmete sich Rey Bauten und Inneneinrichtungen. So gestaltete er Räume und Ausstellungen, wie den Kontrollraum im Kernkraftwerk Mühleberg. Zudem entwarf er Gärten und Pflanzgefässe aus Faserzement für die Eternit AG.